# 강찬휘
강찬휘(1995년 10월 30일 ~ )는 대한민국의 가수다. 2021년 '코드네임 - 보고싶단 말' 피처링으로 데뷔했다.

## 방송
- 청춘스타 (2022) - Top15(14위)

## 음반
- Andante : M Christmas (2021)
- 청춘스타 Part3 (2022)
- 청춘스타 Part5 (2022)
- 청춘스타 Part7 (2022)
- 청춘스타 Part8 (2022)
- 돌아서는 네 모습을 난 아직도 그리워 해 (2023)
- 우리의 시간은 (2023)

## 피처링
- 코드네임 <보고싶단 말> (2021)